# Olympische Sommerspiele 1956/Kanu – Zweier-Canadier 1000 m (Männer)
Bei den Olympischen Spielen 1956 wurde am 1. Dezember auf dem Lake Wendouree in der australischen Stadt Ballarat der Zweier-Canadier-Wettbewerb über 1000 m für Männer ausgetragen.
Insgesamt nahmen 20 Sportler in zehn Teams aus zehn Nationen teil. Die Rumänen Alexe Dumitru und Simion Ismailciuc gewannen das Rennen vor den Sowjetrussen Pawel Charin und Grazian Botew sowie den Ungarn Károly Wieland und Ferenc Mohácsi.

## Vorläufe
Es fanden zwei Vorläufe statt. Die vier schnellsten Teams jedes Vorlaufs qualifizierten sich für das Finale.

### Vorlauf 1
| Rang | Namen                           | Nation      | Zeit       |
| ---- | ------------------------------- | ----------- | ---------- |
| 1    | Alexe Dumitru Simion Ismailciuc | Rumänien    | 4:48,1 min |
| 2    | Pawel Charin Grazian Botew      | Sowjetunion | 4:52,4 min |
| 3    | Otto Schindler Walter Waldner   | Österreich  | 5:05,9 min |
| 4    | Kaj Sylvan Gerner Christiansen  | Dänemark    | 5:07,5 min |
| 5    | Egon Drews Herbert Kirschner    | Deutschland | 5:19,8 min |

### Vorlauf 2
| Rang | Namen                          | Nation             | Zeit       |
| ---- | ------------------------------ | ------------------ | ---------- |
| 1    | Károly Wieland Ferenc Mohácsi  | Ungarn             | 5:02,5 min |
| 2    | William Jones Thomas Ohman     | Australien         | 5:04,6 min |
| 3    | Georges Dransart Marcel Renaud | Frankreich         | 5:07,2 min |
| 4    | William Collins Bert Oldershaw | Kanada             | 5:08,9 min |
| 5    | George Byers Richard Moran     | Vereinigte Staaten | 5:16,1 min |

## Finale
| Rang | Namen                           | Nation      | Zeit            |
| ---- | ------------------------------- | ----------- | --------------- |
| 1    | Alexe Dumitru Simion Ismailciuc | Rumänien    | 4:47,4 min      |
| 2    | Pawel Charin Grazian Botew      | Sowjetunion | 4:48,6 min      |
| 3    | Károly Wieland Ferenc Mohácsi   | Ungarn      | 4:54,3 min      |
| 4    | Georges Dransart Marcel Renaud  | Frankreich  | 4:57,7 min      |
| 5    | William Jones Thomas Ohman      | Australien  | 5:03,0 min      |
| 6    | Otto Schindler Walter Waldner   | Österreich  | 5:04,4 min      |
| 7    | William Collins Bert Oldershaw  | Kanada      | 5:11,0 min      |
| —    | Kaj Sylvan Gerner Christiansen  | Dänemark    | disqualifiziert |